# Johann Christian Schöttgen

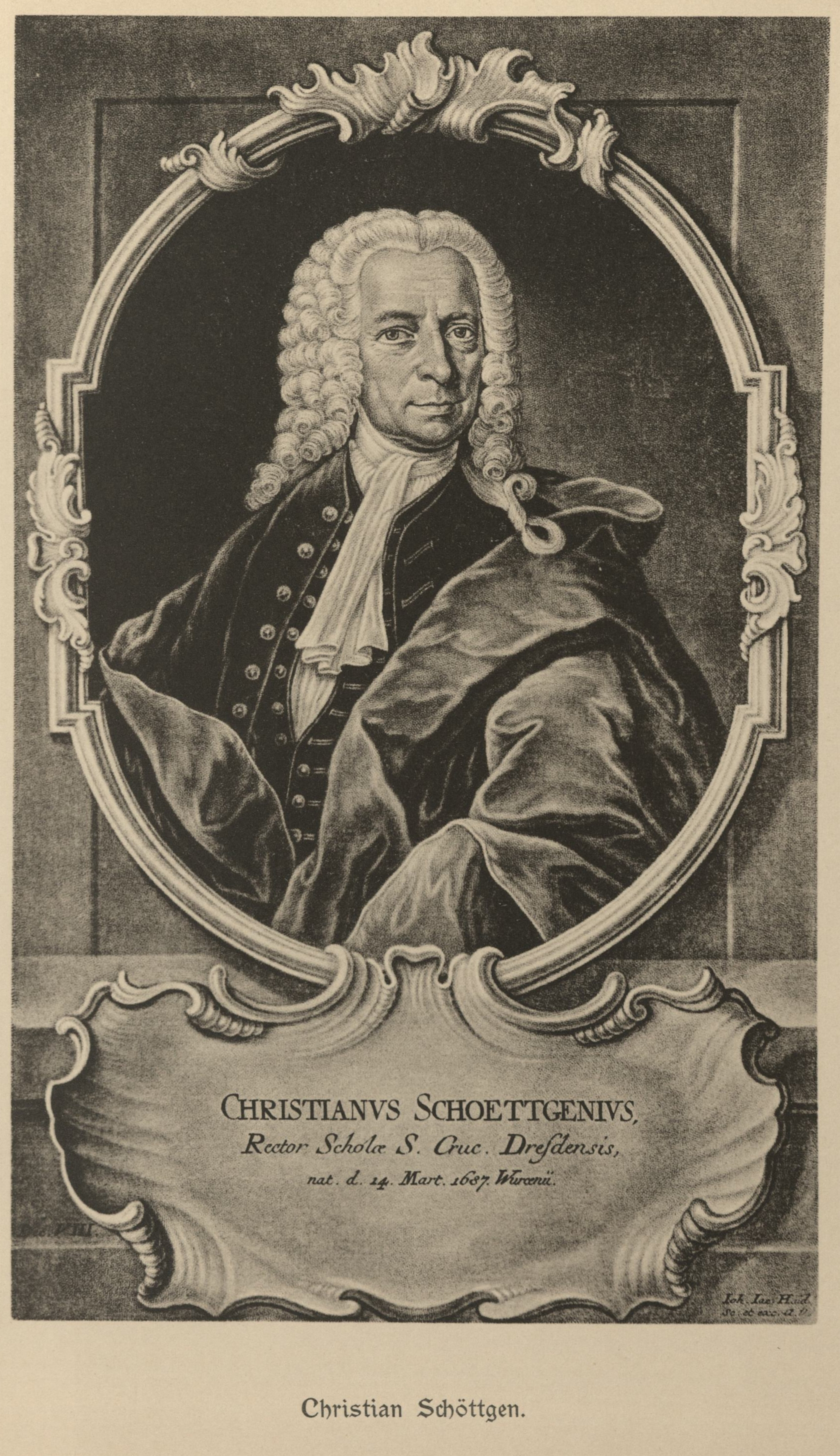
Johann Christian Schöttgen

Johann Christian Schöttgen (* 14. März 1687 in Wurzen; † 16. Dezember 1751 in Dresden) war ein deutscher Gymnasiallehrer, Theologe und Historiker.

## Leben
Schöttgen wurde nach dem Tod seines Vaters, des Schuhmachers Jeremias Schöttgen, als Stipendiat in der Fürstenschule Pforta aufgenommen. 1707 nahm er an der Universität Leipzig das Studium der Theologie auf. Parallel hierzu arbeitete er bald als Herausgeber mit den Leipziger Buchhändlern Thomas Fritsch und Johann Friedrich Gleditsch zusammen und verfasste Beiträge für die Acta eruditorum sowie die Deutschen Acta eruditorum, zwei frühe Wissenschaftszeitschriften, in denen hauptsächlich Buchbesprechungen publiziert wurden. 1709 erwarb er den akademischen Grad eines Magisters. Zunächst philologische Vorlesungen haltend, begann er früh, wissenschaftliche Abhandlungen zu verfassen. Zwischen 1716 und 1719 war er Rektor des Lyceums in Frankfurt (Oder). 1717 heiratete er Dorothea Charlotte Knobloch, die Tochter eines königlich-preußischen Leibarztes, mit der er in einer sehr glücklichen, durch mehrere Kinder gesegneten Ehe lebte. Von 1719 bis 1727 leitete er die Stadtschule in Stargard in Pommern und war zugleich Professor am dortigen Collegium Groeningianum. Während dieser Zeit galt sein besonderes Interesse der Geschichte Pommerns, über die er einige Abhandlungen verfasste. Ab 1728 bis zu seinem Tod leitete er das Dresdner Gymnasium zum Heiligen Kreuz. Schöttgen verstarb 1751 in Dresden und wurde auf dem Eliasfriedhof beigesetzt.
1723 wurde er als auswärtiges Mitglied in die Königlich Preußische Sozietät der Wissenschaften aufgenommen.
Neben zahlreichen theologischen Arbeiten, u. a. auch zum Judentum, trat er vor allem als vielseitig interessierter Historiker in Erscheinung. Er war Mitherausgeber der Schriftenreihe Ausführliche Berichte von Allerhand Neuen Büchern und anderen Dingen so zur heutigen Historie der Gelehrsamkeit gehörig (1708–1710).

## Werke (Auswahl)
- De secta flagellantium commentatio. Martini, Leipzig 1711 (Digitalisat).
- Historie der Chur-Sächsischen Stiffts-Stadt Wurtzen. Leipzig 1717 (Digitalisat).
- Altes und neues Pommerland, oder gesammelte Nachrichten von verschiedenen zur Geschichte Pommerns gehörigen Stücken. Stargard i. Pom. 1721–1722.
  - Band 1, Stargard 1721 (Digitalisat)
  - Band 2, Stargard 1721 (Digitalisat)
  - Band 3, Stargard 1721 (Digitalisat)
  - Band 4, Stargard 1722 (Digitalisat)
  - Band 5,  1727 (Digitalisat)
- Historie derer Buchhändler wie solche in alten und mitleren zeiten gewesen. Tauber, Nürnberg/Altdorf 1722 (Digitalisate).
- Die Vorspiele der Stargardischen Reformation, das ist Zeugnisse der Wahrheitt, welche mitten im Papstthum von einigen erkannt und an den Tag geleget werden, aus den Documenten der  Stargardischen Kirchen-Historie, bey Gelegenheit des andern absonderlichen Jubel-Festes, welches den 26. Decembr.  1724 gefeyert worden, zusammen gesuchet, und zur Ehre des heiligen Gottes, auch einiger Erbauung seiner Kirchen, an den Tag geleget. Stargard 1724 (Digitalisat).
- Diplomatische und curieuse Nachlese der Historie von Obersachsen, von Christian Schöttgen und Georg Christoph Kreysig, 1.1730/31 – 3.1733 = Theil 1 – 12, 1730 – 1733 (Nachweis Digitalisate: BSB DISCOVER!, urn:nbn:de:gbv:3:3-26293)
- Horae Hebraicae et Talmudicae in universum Novum Testamentum. 2 Bände. Hekel, Dresden/Leipzig 1733–1742 (Digitalisat Band 1, Band 2).
- Historische Nachricht von Rabenau. Druck: Johann Wilhelm Harpeter, Dresden 1740 (Digitalisat).
- Diplomataria Et Scriptores Historiae Germanicae Medii Aevi. Von Christian Schöttgen und Georg Christoph Kreysig, Altenburg, 3 Bände, Dresden und Leipzig 1753–1760.
  - darin im Band II, Kapitel VIII. Codex diplomaticus monasterii Buch. 1755, S. 171 (eingeschränkte Vorschau in der Google-Buchsuche).
- Geschichte Conrads des Großen, Graf von Wettin, Regensburg 1745 (Digitalisat).
- Historie des berühmten Helden, Graf Wiprecht von Gröitzsch, Regensburg 1749 (Digitalisat).
- Inventarium Diplomaticum Historiæ Saxoniæ Superioris. Das ist, Verzeichnis Derer Uhrkunden Der Historie Von Ober-Sachsen, Urkundensammlung von Ober-Sachsen von 500 bis 1747, Halle 1747 (Digitalisat).
- Opuscula minora, historiam Saxonicam illustrantia, 1767 (postum erschienen) (Digitalisat).